# 서지 래저러프
서지 래저러프(Serge Constantine Lazareff, 1944년 8월 7일 ~ )는 오스트레일리아의 배우이다.
상하이시에서 태어났다.

## 작품 목록
- 사막의 용사 (1987년)
- 지옥의 탈출 (1976년)
- 죽음의 레이서 (1975년)
- 네드 켈리 (1970년)

### 텔레비전
- 프리즈너 (1981, Prisoner) - 데이비드 앤드루스 역
- 홈 앤 어웨이 (1988) - 각본, 미출연
- 올 세인츠 (1999-2000) - 각본